# Walter Reed Army Medical Center
Pour les articles homonymes, voir Walter Reed (homonymie) et Reed.
 (octobre 2022).
Si vous disposez d'ouvrages ou d'articles de référence ou si vous connaissez des sites web de qualité traitant du thème abordé ici, merci de compléter l'article en donnant les références utiles à sa vérifiabilité et en les liant à la section « Notes et références ».
Le Walter Reed Army Medical Center (WRAMC), aussi appelé Walter Reed General Hospital, est un hôpital américain situé à Washington qui se consacre aux soins des soldats des forces armées des États-Unis. Fondé en 1909 et nommé Walter Reed, en l'honneur d'un médecin-major militaire, il pouvait soigner 80 personnes à ses débuts. Avec les années, il a augmenté ses capacités d'accueil et a atteint 5 500 chambres en 2011. Il a soigné plus de 150 000 soldats avant de fusionner en 2011 avec l'hôpital naval de Bethesda (en) pour former le Walter Reed National Military Medical Center.

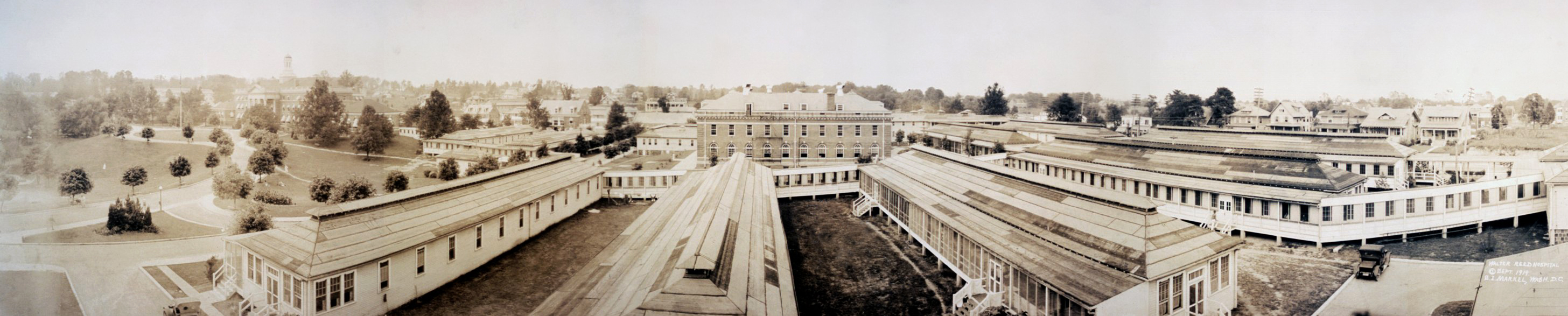
Le Walter Reed General Hospital en 1919.